# Alfred Ewert
Alfred Ewert (* 14. Juli 1891 in Halstead, Kansas; † 22. Oktober 1969 in Oxford) war ein britischer Romanist nordamerikanischer Herkunft.

## Leben und Werk
Ewert wuchs in Gretna, Manitoba (Kanada) auf, schloss 1912 an der Universität von Manitoba in Winnipeg ab und ging als Stipendiat für das Studium von Deutsch und Französisch ans Saint John’s College von Oxford. Während des Ersten Weltkriegs kämpfte er in der Canadian Expeditionary Force. 1920 lehrte er ein Jahr in Dallas, anschließend in der Taylor Institution in Oxford.  Von 1930 bis 1958 war er in Oxford als Nachfolger von Edwin George Ross Waters Professor für romanische Philologie und  Fellow des Trinity College. Ihm folgte T. B. W. Reid nach. Ewert ist vor allem bekannt für sein Buch The French Language (London 1933, 1943, 1969). 1957 wurde er zum Mitglied der British Academy gewählt.

## Weitere Werke
- (Hrsg.) Gui de Warewic. Roman du XIIIe siècle, 2 Bde., Paris 1932/1933
- (Hrsg.) The romance of Tristan. A poem of the twelfth century, 2 Bde., Oxford 1939/1970
- (Hrsg.) Marie de France, Lais, Oxford 1944
- Of the precellence of the French tongue, Oxford 1958